# شالمرز هادلي
شالمرز هادلي (بالإنجليزية: Chalmers Hadley)‏ هو أمين مكتبة أمريكي، ولد في 3 سبتمبر 1872 في إنديانابوليس في الولايات المتحدة، وتوفي في 11 مايو 1958 في سينسيناتي في الولايات المتحدة.